# Ізгой (фільм, 2000)
«Ізгой», також «Вигнанець» (англ. Cast away) — американська пригодницька драма режисера Роберта Земекіса в жанрі робінзоніади, у головній ролі актор Том Генкс. Прем'єра відбулася 7 грудня 2000 року, а в Україні — 1 березня 2001 року.

## Сюжет
Чак Ноланд (Том Генкс), інспектор служби доставки FedEx («Федерал Експрес»), що відповідає за морське сполучення, внаслідок авіакатастрофи опиняється на самоті на одному з островів архіпелагу Кука в Тихому океані, де проводить 4 роки. Цей час стає для нього періодом осмислення всього прожитого життя. Чаку Ноландові доводиться пройти важкі фізичні та психологічні випробування, щоб вижити та залишитися самим собою.
Зрештою він на плоті виходить у море, де через кілька днів його підбирає корабель. Його поновлюють на роботі, але дівчина, що вважала його загиблим, встигла одружитися та народити дитину.

## Відзнаки, нагороди
Том Генкс був номінований на премію «Оскар» у категорії «Кращий виконавець головної ролі», але премію одержав Рассел Кроу за роль у фільмі «Гладіатор».
Фільм номіновано на премію «Оскар»-2001 у категорії «Найкращий звук».
Композитор фільму Алан Сільвестрі отримав 2002 премію Греммі.